# Tramontane

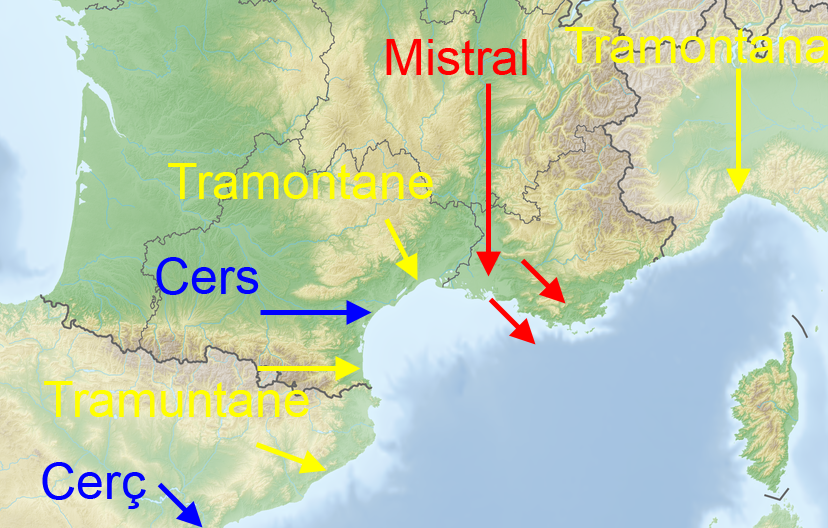
Winde vom Land zum Meer an der französischen Mittelmeerküste und den Nachbarküsten, jeweils in den örtlichen Sprachen (Katalanisch, Französisch, Italienisch.)

Die Tramontane ist ein Wind an der französischen Mittelmeerküste, im Languedoc von der Mündung der Rhone (Camargue) bis zu den Pyrenäen, und im südlich anschließenden Katalonien. 

## Geographie und Unterschiede zu Mistral und Cers
Es handelt sich um einen Fallwind, der über die Berge des Massif Central (im südöstlichen Teil Cevennen genannt) oder der Pyrenäen zum Meer hin weht. Dies unterscheidet sie vom Mistral und vom Cers, die ebenfalls vom Land Richtung Meer wehen, jedoch durch das Rhonetal beziehungsweise vom Lauragais durch das Tal der Aude. Diese beiden werden durch die Kanalisierung in den durchströmten Tälern verstärkt (Düseneffekt) und sind keine Fallwinde.
Bisweilen wird jedoch der Tramontane auch der Cers zugerechnet, etwa vom staatlichen Wetterdienst Météo-France.
Stimmen aus der lokalen Bevölkerung heben dagegen hervor, dass der Cers eben nicht über das Gebirge, sondern durch ein Tal kommt und daher eigenständig sei. 
Im Gegensatz zur Tramontana in Italien, die von Nord nach Süd über die Alpen zieht, kann die Tramontane nicht nur aus Norden, sondern in den Pyrenäen auch aus Westen wehen. Im Roussillon, der ursprünglich katalanisch-sprachigen Region Südfrankreichs, kann dabei ein Föhneffekt entstehen.
Die Tramontane weht bei hohem Luftdruck nordwestlich der Pyrenäen oder Massif Central einerseits und niedrigem Luftdruck am Mittelmeer (Golfe du Lion) andererseits.
Bei entgegengesetzten Druckdifferenzen zwischen Pyrenäen und Mittelmeer kann sich ein starker Südwestwind entwickeln, der Autan.

## Begriffsherkunft
Tramontane kommt von lateinisch trans montana, also „über das Gebirge“. Vermutlich ist der Begriff über das Italienische ins Französische gelangt.
Während der Cers unter seinem lateinischen Namen Circius bereits bei römischen Schriftstellern erwähnt wird, findet sich der Begriff Tramontane im Französischen erstmals im 13. Jahrhundert, zunächst abwechselnd als tramontaine (Brunetto Latini, 1265, li Livres dou Tresor; anonym, 1328, l'entrée d'Espagne) und als tramontana (Raymond Lulle, 1276, le livre de contemplation de Dieu; Rustichello da Pisa, 1298, le devisement du monde).